# Минамото но Йоритомо
Минамото но Йоритомо (на японски: 源 頼朝, 9 май 1147 – 9 февруари 1199) е основоположникът и първият шогун на шогуната Камакура на Япония. Управлява от 1192 до 1199. Будисткото му име е Букошогендайзенмон (武皇嘯原大禅門).

## Биография
Йоримото е третият син на Минамото но Йошитомо, наследник на клана Минамото (Сейва Генджи), а официалната му съпруга Урахиме е дъщеря на Фудживара но Суенори, който е член на знаменития клан Фудживара. Йоритомо е роден в семейната вила в Атсута в Нагоя, провинция Овари (дн. Сейган-джи). По онова време дядото на Йоритомо, Минамото но Тамейоши, е глава на Минамото. Подобно на Бенкей, името от детството му е Онивакамару (鬼武丸). Той е потомък на император Сейва.
През 1156 г. фракционните поделения в двора избухват в открита война в столицата. Император Тоба и синът му император Го-Ширакава са настраната на Фудживара но Тадазане, Фудживара но Тадамичи и Тайра но Кийомори (член на клана на Тайра), докато император Сутоку е на страната на по-младия син на Тадазане – Фудживара но Йоринага. Това е известно като Хогенско въстание.